# The Boy Who Knew Too Much
 The Boy Who Knew Too Much  (en català: "El noi que sabia massa") és el segon disc de Mika (MIKA), que va ser llançat el 21 de setembre de 2009 en dos formats: un contenia el disc en l'edició senzilla i l'altre era una edició especial composta pel nou àlbum més un altre CD amb diverses cançons de l'intèrpret, tant de Life in Cartoon Motion com de The Boy Who Knew Too Much en directe des de Sadler’s Wells.
Mika ha declarat en moltes entrevistes que aquest àlbum al·ludeix la seva etapa d'adolescent, igual que amb el seu anterior àlbum Life in Cartoon Motion (2006) en el qual al·ludia més a la seva infància.

## Llista de cançons

### Edició normal
| Núm. | Títol                   | Composició        | Durada |
| ---- | ----------------------- | ----------------- | ------ |
| 1.   | «We Are Golden»         | Mika              | 3:58   |
| 2.   | «Blame It On The Girls» | Mika              | 3:33   |
| 3.   | «Rain»                  | Mika, Jodi Marr   | 3:43   |
| 4.   | «Dr John»               | Mika              | 3:44   |
| 5.   | «I See You»             |                   | 4:16   |
| 6.   | «Blue Eyes»             | Mika              | 2:50   |
| 7.   | «Good Gone Girl»        | Mika, Jodi Marr   | 3:01   |
| 8.   | «Touches You»           | Mika              | 3:19   |
| 9.   | «By the Time»           | Mika, Imogen Heap | 3:21   |
| 10.  | «One Foot Boy»          | Mika, Rob Davis   | 2:58   |
| 11.  | «Toy Boy»               | Mika, Jodi Marr   | 2:58   |
| 12.  | «Pick Up Off the Floor» | Mika              | 3:22   |

### Edició de luxe
| 1.  | «We Are Golden»                  | Mika              | 3:58 |
| 2.  | «Blame It On The Girls»          | Mika              | 3:33 |
| 3.  | «Rain»                           | Mika, Jodi Marr   | 3:43 |
| 4.  | «Dr John»                        | Mika              | 3:44 |
| 5.  | «I See You»                      |                   | 4:16 |
| 6.  | «Blue Eyes»                      | Mika              | 2:50 |
| 7.  | «Good Gone Girl»                 | Mika, Jodi Marr   | 3:01 |
| 8.  | «Touches You»                    | Mika              | 3:19 |
| 9.  | «By the Time»                    | Mika, Imogen Heap | 3:21 |
| 10. | «One Foot Boy»                   | Mika, Rob Davis   | 2:58 |
| 11. | «Toy Boy»                        | Mika, Jodi Marr   | 2:58 |
| 12. | «Pick Up Off the Floor»          | Mika              | 3:22 |
| 13. | «Lover Boy» (Bonus track)        | Mika              | 3:13 |
| 14. | «Lady Jane» (iTunes Bonus track) | Mika              | 3:20 |

| 1.  | «Grace Kelly»                  | Mika, Jodi Marr, John Merchant, Dan Warner | 4:24 |
| 2.  | «Lady Jane»                    | Mika                                       | 3:04 |
| 3.  | «Stuck in the Middle»          | Mika                                       | 6:06 |
| 4.  | «Lonely Alcoholic»             | Mika                                       | 3:17 |
| 5.  | «Blue Eyes»                    | Mika                                       | 3:34 |
| 6.  | «Toy Boy»                      | Mika, Jodi Marr                            | 3:55 |
| 7.  | «Billy Brown»                  | Mika                                       | 3:32 |
| 8.  | «Good Gone Girl»               | Mika, Jodi Marr                            | 3:10 |
| 9.  | «Over My Shoulder»             | Mika                                       | 4:11 |
| 10. | «Big Girl (You Are Beautiful)» | Mika                                       | 4:12 |
| 11. | «Love Today»                   | Mika                                       | 3:45 |
| 12. | «Blame It On The Girls»        | Mika                                       | 6:18 |
| 13. | «Happy Ending»                 | Mika                                       | 5:22 |
| 14. | «Lollipop»                     | Mika                                       | 7:08 |
| 15. | «My Interpretation»            | Mika, Jodi Marr, Richie Supa               | 3:15 |
| 16. | «Rain»                         | Mika                                       | 5:07 |
| 17. | «Relax, Take It Easy»          | Mika                                       | 5:38 |